# Fira del Llibre Infantil de Bolonya
La Fira del Llibre Infantil de Bolonya (anglès: Bologna Children's Book Fair) és la fira professional de referència internacional per al sector del llibre infantil i juvenil. Amb més de 50 anys de trajectòria, la fira de Bolonya és la de major projecció internacional del sector del llibre infantil.
Se celebra anualment a Bolonya des de 1963 en els mesos de març o abril. S'hi fan moltes operacions de compra i venda de drets d'autor i de traducció. S'hi donen diversos premis: BolognaRagazzi Awards, que té diverses categories (ficció, no-ficció, New Horizons (per obres del món no-occidental) i Opera Prima (per primeres obres d'un autor). Aquest premi es dona des 1995, unint premis separats que es donaven en ocasions anteriors. Durant període de la fira, encara que no en formen part, s'anuncien els guanyadors del premi bianual Hans Christian Andersen i el Premi Memorial Astrid Lindgren.
En cada edició hi ha un país convidat. L'edició de 2017 tingué la cultura catalana com a convidada d'honor. La literatura feta en català hi tingué una exposició de 400m2 dedicada a la il·lustració; un programa d'activitats professionals en el sector de la il·lustració, la creació literària, la traducció i l'edició digital; una mostra d'il·lustradors a la ciutat de Bolonya; accions amb les biblioteques i entitats del sector a la ciutat. També va comportar la visita d'editors internacionals a Barcelona.